# Kunlun

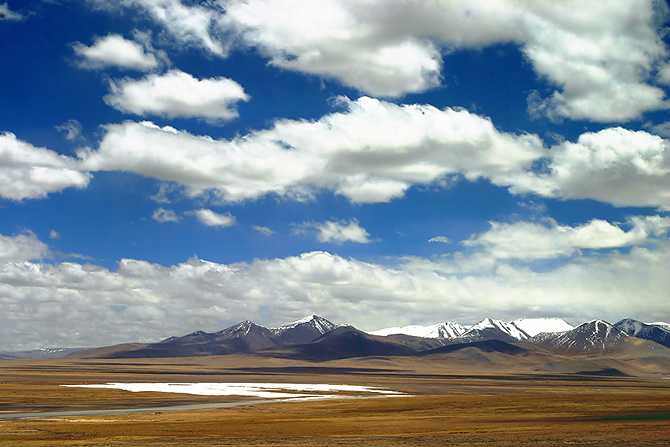
Góry Kunlun

Kunlun (chiń. upr. 昆仑山; chiń. trad. 崑崙山; pinyin Kūnlún Shān) – łańcuch górski w zachodnich Chinach, na północnym skraju Wyżyny Tybetańskiej, łączący Karakorum na zachodzie i Ałtyn-Tag na wschodzie. Rozciąga się na długości ok. 2500 km. Najwyższym szczytem Kunlunu jest Liushi Shan o wysokości 7167 m n.p.m., wznoszący się w zachodniej części tego pasma.
Kunlun zbudowany jest z paleozoicznych skał osadowych i metamorficznych, wypiętrzonych w trakcie orogenezy alpejskiej. Łańcuch złożony jest z równoległych do siebie pasm, rozdzielanych zapadliskami. Klimat wysokogórski, bardzo suchy. Skąpa roślinność, wieczne śniegi i lodowce powyżej 4200 m n.p.m.

## Mitologia
Góry Kunlun odgrywały ważną rolę w mitologii chińskiej, a następnie w religijnej wersji taoizmu, gdzie uznawane były za siedzibę Najwyższego Bóstwa oraz innych bogów i nieśmiertelnych istot. Do najważniejszych mieszkańców mieli zaliczać się Żółty Cesarz i bogini Xiwangmu.
Wierzono powszechnie, że w górach Kunlun znajduje się raj.